# Винокурова тема
Те́ма Винокурова — тема в шаховій композиції кооперативного жанру. Суть теми — циклічна взаємна підтримка фігур, що оголошують мат.

## Історія
Вперше тему запропонував у 2002 році російський проблеміст Вадим Костянтинович Винокуров (30.09.1953 — 07.05.2018). Він виступив на конкурсі «ЮК А. Ивунин–55» із задачею, де здійснено задум.
В задачі повинно пройти циклічне чергування функцій білих фігур: в першій фазі — одна біла фігура оголошує мат, а інша її підтримує, в другій фазі — та фігура, що підтримувала в попередній фазі, тепер оголошує мат, а підтримує третя фігура, в третій фазі — мат оголошує третя фігура, а підтримує перша. Цикл замкнувся.
Ідея дістала назву — тема Винокурова.
|   | a | b | c | d | e | f | g | h |   |
| 8 | a6 білий король · b6 білий слон · d6 чорний кінь · e5 чорний король · b4 чорний пішак · b2 біла тура · d2 білий пішак | a6 білий король · b6 білий слон · d6 чорний кінь · e5 чорний король · b4 чорний пішак · b2 біла тура · d2 білий пішак | a6 білий король · b6 білий слон · d6 чорний кінь · e5 чорний король · b4 чорний пішак · b2 біла тура · d2 білий пішак | a6 білий король · b6 білий слон · d6 чорний кінь · e5 чорний король · b4 чорний пішак · b2 біла тура · d2 білий пішак | a6 білий король · b6 білий слон · d6 чорний кінь · e5 чорний король · b4 чорний пішак · b2 біла тура · d2 білий пішак | a6 білий король · b6 білий слон · d6 чорний кінь · e5 чорний король · b4 чорний пішак · b2 біла тура · d2 білий пішак | a6 білий король · b6 білий слон · d6 чорний кінь · e5 чорний король · b4 чорний пішак · b2 біла тура · d2 білий пішак | a6 білий король · b6 білий слон · d6 чорний кінь · e5 чорний король · b4 чорний пішак · b2 біла тура · d2 білий пішак | 8 |
| 7 | a6 білий король · b6 білий слон · d6 чорний кінь · e5 чорний король · b4 чорний пішак · b2 біла тура · d2 білий пішак | a6 білий король · b6 білий слон · d6 чорний кінь · e5 чорний король · b4 чорний пішак · b2 біла тура · d2 білий пішак | a6 білий король · b6 білий слон · d6 чорний кінь · e5 чорний король · b4 чорний пішак · b2 біла тура · d2 білий пішак | a6 білий король · b6 білий слон · d6 чорний кінь · e5 чорний король · b4 чорний пішак · b2 біла тура · d2 білий пішак | a6 білий король · b6 білий слон · d6 чорний кінь · e5 чорний король · b4 чорний пішак · b2 біла тура · d2 білий пішак | a6 білий король · b6 білий слон · d6 чорний кінь · e5 чорний король · b4 чорний пішак · b2 біла тура · d2 білий пішак | a6 білий король · b6 білий слон · d6 чорний кінь · e5 чорний король · b4 чорний пішак · b2 біла тура · d2 білий пішак | a6 білий король · b6 білий слон · d6 чорний кінь · e5 чорний король · b4 чорний пішак · b2 біла тура · d2 білий пішак | 7 |
| 6 | a6 білий король · b6 білий слон · d6 чорний кінь · e5 чорний король · b4 чорний пішак · b2 біла тура · d2 білий пішак | a6 білий король · b6 білий слон · d6 чорний кінь · e5 чорний король · b4 чорний пішак · b2 біла тура · d2 білий пішак | a6 білий король · b6 білий слон · d6 чорний кінь · e5 чорний король · b4 чорний пішак · b2 біла тура · d2 білий пішак | a6 білий король · b6 білий слон · d6 чорний кінь · e5 чорний король · b4 чорний пішак · b2 біла тура · d2 білий пішак | a6 білий король · b6 білий слон · d6 чорний кінь · e5 чорний король · b4 чорний пішак · b2 біла тура · d2 білий пішак | a6 білий король · b6 білий слон · d6 чорний кінь · e5 чорний король · b4 чорний пішак · b2 біла тура · d2 білий пішак | a6 білий король · b6 білий слон · d6 чорний кінь · e5 чорний король · b4 чорний пішак · b2 біла тура · d2 білий пішак | a6 білий король · b6 білий слон · d6 чорний кінь · e5 чорний король · b4 чорний пішак · b2 біла тура · d2 білий пішак | 6 |
| 5 | a6 білий король · b6 білий слон · d6 чорний кінь · e5 чорний король · b4 чорний пішак · b2 біла тура · d2 білий пішак | a6 білий король · b6 білий слон · d6 чорний кінь · e5 чорний король · b4 чорний пішак · b2 біла тура · d2 білий пішак | a6 білий король · b6 білий слон · d6 чорний кінь · e5 чорний король · b4 чорний пішак · b2 біла тура · d2 білий пішак | a6 білий король · b6 білий слон · d6 чорний кінь · e5 чорний король · b4 чорний пішак · b2 біла тура · d2 білий пішак | a6 білий король · b6 білий слон · d6 чорний кінь · e5 чорний король · b4 чорний пішак · b2 біла тура · d2 білий пішак | a6 білий король · b6 білий слон · d6 чорний кінь · e5 чорний король · b4 чорний пішак · b2 біла тура · d2 білий пішак | a6 білий король · b6 білий слон · d6 чорний кінь · e5 чорний король · b4 чорний пішак · b2 біла тура · d2 білий пішак | a6 білий король · b6 білий слон · d6 чорний кінь · e5 чорний король · b4 чорний пішак · b2 біла тура · d2 білий пішак | 5 |
| 4 | a6 білий король · b6 білий слон · d6 чорний кінь · e5 чорний король · b4 чорний пішак · b2 біла тура · d2 білий пішак | a6 білий король · b6 білий слон · d6 чорний кінь · e5 чорний король · b4 чорний пішак · b2 біла тура · d2 білий пішак | a6 білий король · b6 білий слон · d6 чорний кінь · e5 чорний король · b4 чорний пішак · b2 біла тура · d2 білий пішак | a6 білий король · b6 білий слон · d6 чорний кінь · e5 чорний король · b4 чорний пішак · b2 біла тура · d2 білий пішак | a6 білий король · b6 білий слон · d6 чорний кінь · e5 чорний король · b4 чорний пішак · b2 біла тура · d2 білий пішак | a6 білий король · b6 білий слон · d6 чорний кінь · e5 чорний король · b4 чорний пішак · b2 біла тура · d2 білий пішак | a6 білий король · b6 білий слон · d6 чорний кінь · e5 чорний король · b4 чорний пішак · b2 біла тура · d2 білий пішак | a6 білий король · b6 білий слон · d6 чорний кінь · e5 чорний король · b4 чорний пішак · b2 біла тура · d2 білий пішак | 4 |
| 3 | a6 білий король · b6 білий слон · d6 чорний кінь · e5 чорний король · b4 чорний пішак · b2 біла тура · d2 білий пішак | a6 білий король · b6 білий слон · d6 чорний кінь · e5 чорний король · b4 чорний пішак · b2 біла тура · d2 білий пішак | a6 білий король · b6 білий слон · d6 чорний кінь · e5 чорний король · b4 чорний пішак · b2 біла тура · d2 білий пішак | a6 білий король · b6 білий слон · d6 чорний кінь · e5 чорний король · b4 чорний пішак · b2 біла тура · d2 білий пішак | a6 білий король · b6 білий слон · d6 чорний кінь · e5 чорний король · b4 чорний пішак · b2 біла тура · d2 білий пішак | a6 білий король · b6 білий слон · d6 чорний кінь · e5 чорний король · b4 чорний пішак · b2 біла тура · d2 білий пішак | a6 білий король · b6 білий слон · d6 чорний кінь · e5 чорний король · b4 чорний пішак · b2 біла тура · d2 білий пішак | a6 білий король · b6 білий слон · d6 чорний кінь · e5 чорний король · b4 чорний пішак · b2 біла тура · d2 білий пішак | 3 |
| 2 | a6 білий король · b6 білий слон · d6 чорний кінь · e5 чорний король · b4 чорний пішак · b2 біла тура · d2 білий пішак | a6 білий король · b6 білий слон · d6 чорний кінь · e5 чорний король · b4 чорний пішак · b2 біла тура · d2 білий пішак | a6 білий король · b6 білий слон · d6 чорний кінь · e5 чорний король · b4 чорний пішак · b2 біла тура · d2 білий пішак | a6 білий король · b6 білий слон · d6 чорний кінь · e5 чорний король · b4 чорний пішак · b2 біла тура · d2 білий пішак | a6 білий король · b6 білий слон · d6 чорний кінь · e5 чорний король · b4 чорний пішак · b2 біла тура · d2 білий пішак | a6 білий король · b6 білий слон · d6 чорний кінь · e5 чорний король · b4 чорний пішак · b2 біла тура · d2 білий пішак | a6 білий король · b6 білий слон · d6 чорний кінь · e5 чорний король · b4 чорний пішак · b2 біла тура · d2 білий пішак | a6 білий король · b6 білий слон · d6 чорний кінь · e5 чорний король · b4 чорний пішак · b2 біла тура · d2 білий пішак | 2 |
| 1 | a6 білий король · b6 білий слон · d6 чорний кінь · e5 чорний король · b4 чорний пішак · b2 біла тура · d2 білий пішак | a6 білий король · b6 білий слон · d6 чорний кінь · e5 чорний король · b4 чорний пішак · b2 біла тура · d2 білий пішак | a6 білий король · b6 білий слон · d6 чорний кінь · e5 чорний король · b4 чорний пішак · b2 біла тура · d2 білий пішак | a6 білий король · b6 білий слон · d6 чорний кінь · e5 чорний король · b4 чорний пішак · b2 біла тура · d2 білий пішак | a6 білий король · b6 білий слон · d6 чорний кінь · e5 чорний король · b4 чорний пішак · b2 біла тура · d2 білий пішак | a6 білий король · b6 білий слон · d6 чорний кінь · e5 чорний король · b4 чорний пішак · b2 біла тура · d2 білий пішак | a6 білий король · b6 білий слон · d6 чорний кінь · e5 чорний король · b4 чорний пішак · b2 біла тура · d2 білий пішак | a6 білий король · b6 білий слон · d6 чорний кінь · e5 чорний король · b4 чорний пішак · b2 біла тура · d2 білий пішак | 1 |
|   | a | b | c | d | e | f | g | h |   |

FEN: 8/8/KB1n4/4k3/1p6/8/1R1P4/8

b) d6 → d5, c) b4 → f4
a) 1.Kd5 Rb3 2.Kc4 Rd3  3.b3 Rd4# (MM) (B—R)

b) 1.Ke4 Ra2 2.Kd3 Ra3+ 3.Kc4 d3# (IM) (R—P)

c) 1.f3  Rb5+ 2.Kf4  Rg5  3.Se4 Be3# (MM) (P—B)
 
В першому близнюку слон підтримує туру, в другому — тура підтримує пішака, в третьому — пішак підтримує слона. Пройшла циклічна підтримка білих фігур.